# El emigrante (canción)
El emigrante es una copla andaluza escrita por el cantaor español Juanito Valderrama y compuesta por el propio Valderrama y el guitarrista, Manuel Serrapi más conocido por Niño Ricardo. Es considerada una de las creaciones más destacadas e icónicas de Valderrama. Fue estrenada en Tánger en 1949.

## Historia
Los primeros comapases de la canción surgieron, según relataba Juanito Valderrama, en 1949, en una actuación en Ponferrada, acompañado en la guitarra por su amigo, Niño Ricardo, cuando este le hizo una improvisación que constituiría el estribillo de "El emigrante". Valderrama paró la actuación y le dijo: "No me pierdas esa frase que acabas de hacer". Al acabar el espectáculo, Valderrama escribió unos versos sobre una factura del hotel donde se alojaban: "Adiós mi España querida, dentro de mi alma te llevo metía...".
A lo largo de esa misma gira, de camino a Larache, Valderrama fue escribiendo el resto, recordando su actuación ante exiliados españoles que vivían en Tánger. Ya en Larache, se juntaron en el piano del teatro, Valderrama y Niño Ricardo que fueron componiendo la canción y el maestro Pitto, que era el pianista que acompañaba al espectáculo era el encargado de transcribir a la partitura la composición. Según relato de Valderrama, tuvieron que firmar los tres, aunque Pitto "no había puesto ni una nota" porque tenía que figurar un músico "cualificado" que firmara la partitura.

## Juanito Valderrama
Valderrama, quien luchó en la Guerra civil española en un batallón de la CNT, escribió en Ponferrada esta canción como homenaje a los que se exiliaron de España tras la victoria del bando sublevado. Irónicamente, era una de las preferidas del dictador Francisco Franco, quien en una ocasión lo felicitó personalmente por la composición, creyendo que se trataba de una canción patriótica.
En relación con el título de la canción, Valderrama manifestaba en 2004: "Escribí El emigrante al ver llorar a los españoles que se fueron a Marruecos. Yo le hubiera puesto El exiliado, pero me habrían fusilado".
Esta copla se ha convertido en un himno para los españoles emigrantes.